# Хорови
Хорови́ — село в Усть-Путильській сільській громаді Вижницького району Чернівецькій області України.
Неподалік від села розташовані пам'ятки природи: «Протяті Камені», Скеля «Камінь Довбуша» та «Німчич». У північній частині села розташований гірський перевал Німчич.

## Населення

### Мова
Розподіл населення за рідною мовою за даними перепису 2001 року:
| Мова       | Кількість | Відсоток |
| ---------- | --------- | -------- |
| українська | 304       | 100%     |